# Ombrelle (anatomie)
Pour les articles homonymes, voir Ombrelle (homonymie).

Anatomie d'une méduse : 1. Ex-ombrelle ; 2. Mésoglée ; 7. Tentacule ; 8. Voile ; 12. Manubrium ; 13 Cavité buccale ; 15 Sous-ombrelle.

L’ombrelle désigne la partie en forme de coupe ou subhémisphérique des méduses. Cette cloche natatoire qui constitue l'essentiel de la masse des méduses comprend une ex-ombrelle, partie supérieure convexe de la cloche orientée vers le haut, et une sous-ombrelle, disque oral concave invaginé qui délimite la cavité sous-ombrellaire. La forme de l'ombrelle varie selon les espèces. Elle prend ce nom car elle évoque une ombrelle par sa forme.

## Fonctions

### Défense
Sous-ombrelle et ex-ombrelle sont contiguës au niveau du bord ombrellaire où se trouvent disposés les tentacules. Chez les méduses, les cnidocytes ou cellules urticantes tapissent les tentacules marginaux mais peuvent aussi se trouver en amas sur l'ombrelle et sur les bras oraux. Dépourvues de carapace, elles se défendent ainsi des prédateurs en les paralysant.

### Fonction sensorielle
Les rhopalies à fonction sensorielle sont réparties dans des échancrures sur le bord de l'ombrelle.

### Nutrition

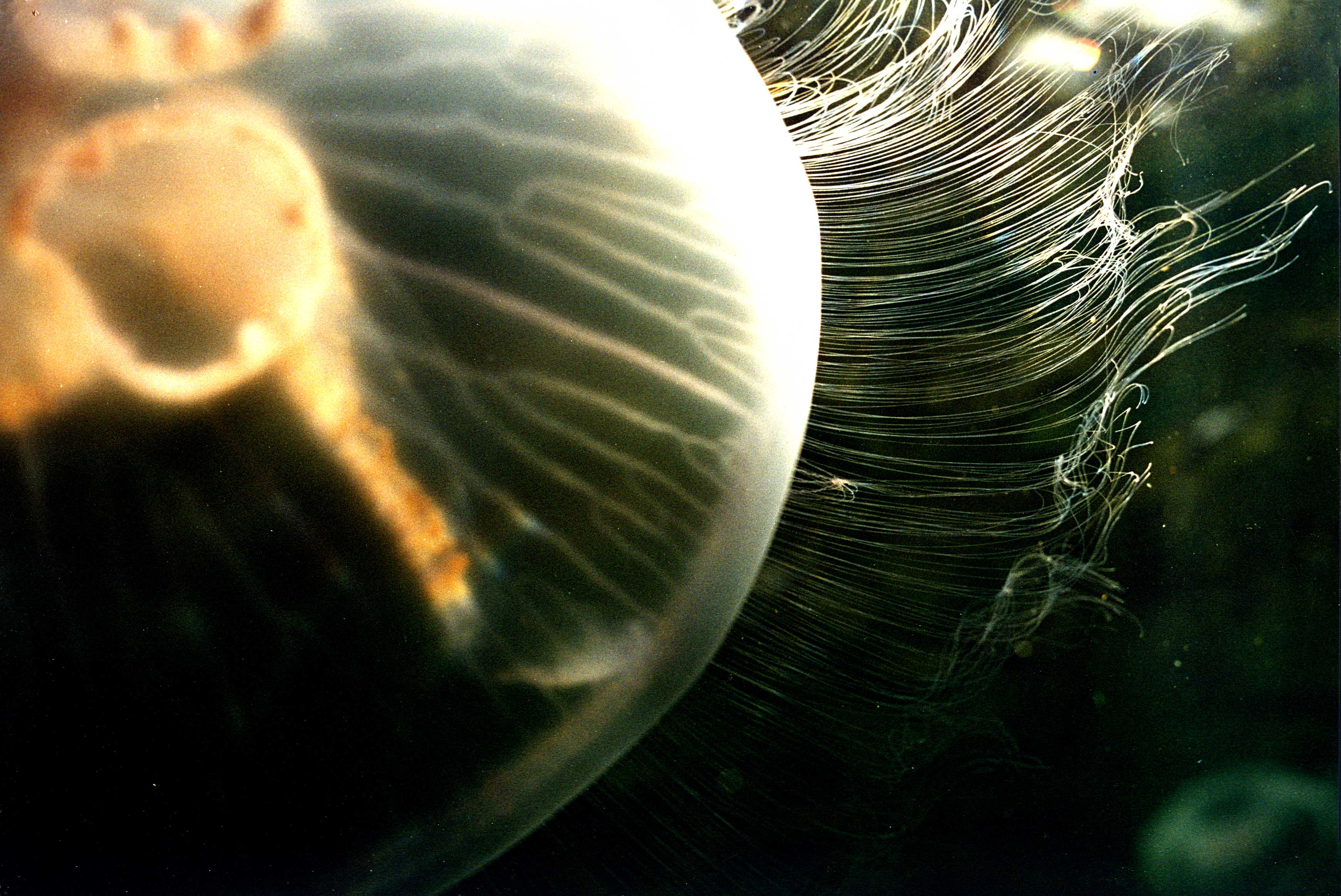
Une méduse commune capture, entre ses tentacules filamenteux, un organisme du zooplancton, probablement un copépode.

De la sous-ombrelle pend un axe vertical (manubrium), sorte de trompe à l'extrémité de laquelle se trouve la cavité buccale bordée parfois d'appendices ou bras buccaux recueillant le plancton. Des proies plus volumineuses (copépodes, poissons et leurs larves) sont paralysées et piégées par les tentacules qui se rétractent. La contraction du muscle coronal amène la proie maintenue par les tentacules au niveau de la cavité buccale (notion de « feeding reaction »). Chez les Semaeostomeae, les sécrétions muqueuses et les contractions des bras oraux entraînent le microplancton à travers la bouche, puis le manubrium. Certaines méduses se renversent, l'ombrelle tournée vers le haut, et attendent que le plancton qui chute vers le fond tombe dans leur cavité buccale.

### Locomotion
Les battements continus de l'ombrelle contractile permettent aux méduses de flotter et de se propulser. Les contractions des myofibrilles (cellules myoépithéliales endodermiques et ectodermiques, identiques à celles des muscles striés) formant une nappe sous-ombrellaire accentuent la convexité de l'ombrelle et provoquent l'éjection d'eau, permettant à la méduse de faire un bond qui peut atteindre cinq fois sa taille. Le retour à la position de repos est passif et est dû à l'élasticité de la mésoglée. Lorsque les méduses se dirigent activement vers le fond, elle se retournent, l'ex-ombrelle vers le bas, de telle façon que l'éjection d'eau vers le haut assure la propulsion vers le bas. L'intensité du déplacement est liée à la puissance de la contraction de la sous-ombrelle et au degré d'occlusion du velum. Les vitesses obtenues par ce jet-propulsion varient généralement entre 5 et 15 cm par seconde.